# Влюбеният облак
„Влюбеният облак“ (на руски: Влюблённое облако) е съветски куклено-рисуван анимационен филм от 1959 година на режисьорите Роман Качанов и Анатолий Каранович, заснет от киностудиото „Союзмултфилм“.
Създаден с авангарден маниер, филмът е високо оценен както в СССР, така и в чужбина. Отличен е на международни кинофестивали. Става първият съветски филм, награден с престижната награда на Международната федерация на филмовата преса (ФИПРЕСИ).

## Сюжет
Създаден по сценария на легендарния турски поет Назъм Хикмет, който по онова време живее в имиграция в СССР, филмът е приказка за живота на прекрасната Айше, господарка на оазис, и влюбилия се в нея, надвиснал над оазиса, облак. Злият повелител на пустинята решава да погуби Айше и нейния оазис, защото тя не отвръща на чувствата му към нея. Той засипва оазиса с пясъците на пустинята, но облакът, с цената на своя живот, поливайки оазиса с дъжд, успява да спаси своята възлюбена и нейната райска градина.

## Награди
- Специална награда на журито за „Поетичност и народност в изкуството“ на 3-тия Международен кинофестивал за анимационни филми в Анси, Франция през 1960 година.
- Сребърен медал от 2-рия Международен кинофестивал за куклени филми в Букурещ, Румъния през 1960 година.
- Награда ФИПРЕСИ от 7-ия Международен кинофестивал за късометражни филми в Оберхаузен, Германия през 1960 година.

## Интересни факти
Филмът е пример за използването на рядък маниер в анимацията. В него умело са преплетени куклената и рисувана анимация.
Създаването на филма съвпада с началото на управлението на Никита Хрушчов в СССР. Реформаторската по онова време естетика на лентата за много чужденци става олицетворение на промените, протичащи в страната.